# دسیسه جوانان هیتلری
دسیسهٔ جوانان هیتلری پرونده‌ای است که پلیس مخفی شوروی در طول پاکسازی بزرگ در اواخر دههٔ ۱۹۳۰ مورد بررسی قرار داد. این امر که ابتدا نظریه‌ای در پی یافتن شواهد بود، به هر حال موجب دستگیری تعداد زیادی از نوجوانان و جوانان آلمانی گشت که متهم به عضویت فاشیستی و ضدکمونیستی در انجمن جوانان هیتلری و اقدام علیه دولت شوروی بودند. نوجوانانی از مدرسهٔ کارل لیبکنشت و خانهٔ شمارهٔ ۶ کودکان و بزرگسالانی از برخی کارخانه‌ها و محل‌های دیگر دستگیر، شکنجه و زندانی شدند. با گذشت زمان مشخص شد که تحقیقات مشکل داشته و برخی از بازرسان هم دستگیر شده و به مجازات از زندانی شدن تا اعدام محکوم شدند. در دههٔ ۱۹۵۰ بعد از مرگ ژوزف استالین بررسی جدید از بسیاری از اتهامات بی‌پایه بودن آنها را مشخص نمود و برخی از قربانیان تبرئه شدند.

## پیش‌زمینه
از همان ابتدای انقلاب بلشویک اقداماتی در شوروی برای پاکسازی در درون حزب کمونیست در داخل و خارج شوروی انجام شد. محاکمات زیادی برگزار و میزان دستگیری افراد متهم به ضدانقلاب بودن یا فاشیست بودن بین سال‌های ۱۹۳۶ تا ۱۹۳۷ ده برابر گشت. در سال ۱۹۳۷ کمیتهٔ مرکزی حزب کمونیست دستور پاکسازی حزب از عناصر تروتئیسم را داد. اصطلاح «گروه‌های فاشیست ضدانقلاب» از ۱۹۳۸ مورد استفاده پلیس مخفی شوروی همراه با اجرای عملیات پاکسازی قرار گرفت. اعضای آلمانی «کمیتهٔ اجرایی کمونیست بین‌الملل» در ۲۸ آوریل ۱۹۳۸ گزارش دادند که ۸۴۲ نفر دستگیر شده‌اند.
از اوایل دههٔ ۳۰، پلیس مخفی، چکا و بعدها کمیساریای خلق در امور داخلی به بررسی نوجوانان آلمانی مظنون به عضویت در جوانان هیتلری پرداختند ولی این بررسی‌ها پیش از پاکسازی بزرگ بود و افراد دستگیر شده مجازات‌های سخت سال‌های بعد را دریافت ننمودند. در طول پاکسازی بزرگ بسیاری از خانواده‌ها محکوم و تبعید شدند و کمونیست‌های آلمانی که از نازیسم به روسیه گریخته بودند هدف تبعید و زندانی شدن قرار گرفتند. هنگامی که والدین آلمانی به اتهام جاسوسی دستگیر می‌شدند، چنین اتهامی برای فرزندانشان که خارج از شوروی نرفته بودند ممکن نبود، در نتیجه آنان متهم به تشکیل شاخه‌ای از جوانان هیتلری گشتند.

## اتهامات جدید
کمیساریای خلق در امور داخلی از ۱۹۳۸ دستور به دستگیری جوانانی را داد که متهم به تشکیل شاخه‌ای از جوانان هیتلری بودند. بین ژانویه و مارس ۱۹۳۸، ۷۰ نوجوان و جوان که اغلب فرزندان کارگران و تبعیدیان آلمانی و اتریشی بودند و چند روسی دستگیر شدند. این افراد همه نمی‌توانستند عضو جوانان هیتلری باشند، برخی بالای ۳۰ سال داشتند و حتی یکی ۶۲ ساله بود. افراد دستگیر شده شکنجه شده و به سرعت به اتهامات وارده اقرار نمودند. اقرار آنها یا برای به انتها رساندن کتک‌خوردن‌ها یا به توصیهٔ زندانیان قدیمی‌ترین بود تا زودتر از شکنجه رهایی یابند. برخی از افراد دستگیر شده فرزندان کمونیست‌های معروف بودند.
از میان این عده، ۶ نفر آزاد، ۲۰ نفر محکوم به زندان از ۵ تا ۱۰ سال، ۴۰ نفر اعدام و ۲ نفر به آلمان بازگردانده شدند. یک نفر هم در زندان مرد. ۳۹ نفر دیگر هم میان مارس تا مه ۱۹۳۸ اعدام شدند.

## پیامدها
بازرسانی مانند میکائیل پرسیتز و ایوان سوروکین بعد از ۱۹۳۹ محاکمه و به جرم اتهامات دروغ وارد کردن اعدام شدند. بعد از مرگ استالین تحقیقات نشان داد که اتهامات بی‌پایه بوده و بازماندگان در سال‌های ۱۹۵۵-۱۹۵۴ از زندان آزاد شدند.